# Мельник Богдан Осипович
Мельник Богдан Осипович (англ. Melnyk Bohdan Osypovych; 28 січня 1914, с. Велика Плавуча Козівського району Тернопільської області — 5 березня 2011, м. Торонто) — канадський перекладач, письменник, літературознавець та культурно-громадський діяч українського походження.

## Життєпис
Богдан Мельник народився 28 січня 1914 року в селі Велика Плавуча тепер Тернопільського району на Тернопільщині. Закінчив Тернопільську українську гімназію. Після працював вчителем у селі Вовче Львівської області. У 1939 році опинився на території окупованої Польщі. У 1941 році більшовики, як заможних селян, вивезли у Сибір його батька, матір та сестру. Пізніше у своїх спогадах Богдан Мельник написав, що його сестра та мати там загинули. Брат Мирослав, який брав участь в УПА, через декілька років загинув у бою.
Після Другої світової війни Богдан Мельник переїхав до Німеччини й поселився у таборі переміщених осіб. У цей період він вивчав англійську мову у школі для перекладачів у місті Регенсбург. Через три роки переїхав до Англії на працю в сільському господарстві. Там у гуртожитку він організував хор та танцювальний гурток. Врешті-решт Богдан Мельник переїхав до Канади й там залишився. Працював на різних роботах, та додатково займався перекладацькою діяльністю, виконував переклад поем І.Франка Мойсей, Панські жарти, казки Лис Микита, та інших творів на англійську мову. Пізніше виконав перший повний переклад на англійську мову поеми  І. Котляревського Енеїда.
Помер у Торонто 5 березня 2011 року. Похований на цвинтарі Святого Володимира в Оквілі (Канада).

## Доробок

### Переклади

#### З української на англійську
Автор перекладів творів Івана Франка (Мойсей, Лис Микита, Дон Кіхот) та Івана Котляревського (Енеїда) англійською мовою.
- Ivan Franko. Fox Mykyta. Ivan Franko's Ukrainian classic. Translated into English from Ukrainian by Bohdan Melnyk, illustrated by William Kurelek. Montreal, Plattsburgh, N.Y.: Tundra Books, 1978. 148 p. illus. ISBN ? (прозою), (двомовне видання, українською та англійською)
- Ivan Franko. Fox Mykyta. Ivan Franko's Ukrainian classic. Translated into English from Ukrainian by Bohdan Melnyk, illustrated by Edward Kozak. Toronto, Ontario: The Basilian Press, 2000. 237 p. illus. ISBN 0-921537-36-0 (віршовано), (двомовне видання, українською та англійською)
- Ivan Franko. Мойсей-Moses. Translated into English from Ukrainian by Bohdan Melnyk]. Toronto: The Basilian Press, 2002. 141 pages ISBN ? (двомовне видання, українською та англійською)
- Ivan Kotliarevsky. Aeneid. Translated into English from Ukrainian by Bohdan Melnyk. Toronto: The Basilian Press, 2004. 278 pages. ISBN 978-0921-5-3766-3[7] (двомовне видання, українською та англійською)

За словами Мельника, він виконав переклади таких поем Франка як «Перехресні стежки», «Основи суспільности», «Панські жарти», «Біблійне сотворення світу у світлі науки», «Основи суспільності», «Страшний суд», «Іван Вишенський», «П'яниця», «Лис Микита», «Мойсей», «Дон Кіхот».

#### З англійської на українську
Української мовою Богдан Мельник переклав працю А. Демчина «Зі сходу на захід» (спогади з німецької неволі), працю У. Ранке-Гайнеманн «Відкинути дітвацькі речі» (студії євангелій)". Мельник також надрукував кількома примірниками машинописного варіанту переклад українською твору вченого фізика й біолога Дж. Броновскі під заголовком «Похід людини вгору». (J. Bronowski, The Ascent of Man, British Broadcasting Corporation, 1976). У такий самий спосіб, друком машинописного тексту, Мельник у 1999 році видав працю Давид А. Яллопав, «В ім'я Боже», квітень 1984 р.

#### З української на німецьку
Німецькою мовою Богдан Мельник переклав вірш І. Франка «Лис Микита» (прозою), вірші Наталки Забіли «Слово про Ігорів похід» (віршем) та її казку «Чарівна хустина» (віршем).

### Твори
Bohdan Melnyk. Against the Stream — A Life Story. — Toronto. — 1989. — 502 pp. ISBN 0969437501, ISBN 9780969437505